# Trịnh Nghĩa Phong
Hong Taechawanit, tên khai sinh Trịnh Nghĩa Phong (1851 – 5 tháng 3 năm 1937) còn được gọi là Trịnh Trí Dũng hoặc Nhị Ca Phong ("Anh Hai Phong", đọc theo tiếng Thái từ tiếng Triều Châu là Yi Ko Hong), là một doanh nhân, nhà từ thiện và thành viên hội kín người Trung Quốc hoạt động ở Xiêm vào đầu thế kỷ 20.

## Đầu đời
Trịnh Nghĩa Phong sinh năm 1851 tại thôn Kỳ Viên, Triều Châu, tỉnh Quảng Đông. Cha của ông, Trịnh Thi Sinh (鄭詩生), là một nông dân bỏ trốn khỏi Trung Quốc trong Chiến tranh nha phiến lần thứ nhất nhưng đã qua đời trên đường đến Thái Lan. Mẹ ông sau đó tái hôn và Trịnh Nghĩa Phong chuyển đến Thái Lan rồi định cư ở Băng Cốc.

## Sự nghiệp
Trong khi làm việc cho trùm cờ bạc Lưu Kế Tân (劉繼賓), Trịnh gia nhập hội kín "Thiên Địa hội" (天地會) hoạt động tại Phố người Hoa. Trịnh thường được gọi là "Nhị Ca Phong" (二哥豐) hoặc "Anh Hai Phong", vì ông là người có quyền lực cao thứ hai của tổ chức này; cuối cùng ông trở thành thủ lĩnh sau cái chết của người cầm đầu.
Trịnh kiến nghị thành công để Vua Rama V cấp cho ông quyền quản lý đánh thuế đối với các sòng bạc. Năm 1909, ông bất đồng quan điểm với ý kiến người Trung Quốc phản đối những cải cách thuế gần đây của nhà vua và từ chối tham gia vào một cuộc đình công kéo dài ba ngày. Vào tháng 6 năm 1918, Trịnh được ban họ là Taechawanit (Tejavanija) và được Vua Rama VI phong danh hiệu Phra Anuwatratchaniyom (พระอนุวัฒน์ราชนิยม). Trịnh bắt đầu gây dựng một tập đoàn ở Thái Lan, bao gồm các cửa hiệu cầm đồ, nhà in, hãng tàu, nhà hát, và sòng bạc lớn nhất nước. Dinh thự ở Phlapphla Chai từng là trụ sở công ty của ông.
Ngoài là người sáng lập các trường học ở Thái Lan và Trung Quốc, Trịnh Nghĩa Phong còn tài trợ cho báo chí và tổ chức từ thiện. Ông quyên góp nhiều cho quê hương Quảng Đông, khi vào năm 1918 ông quyên tặng 380.000 đồng bạc cho công tác cứu trợ lũ lụt.

## Cuối đời và di sản
Trịnh Nghĩa Phong ủng hộ Quốc dân Đảng do Tôn Trung Sơn lãnh đạo; sau sự sụp đổ của nhà Thanh vào năm 1911, ông đã biếu cho Tôn Trung Sơn một số lượng ngà không xác định. Sau một loạt thoái trào về tài chính, đặc biệt là việc mất giấy phép đánh thuế, Trịnh Nghĩa Phong qua đời vào ngày 5 tháng 3 năm 1937, ở tuổi 84. Đường Taechawanit, do ông tài trợ xây dựng được đặt theo tên ông. Dinh thự của ông được hiến tặng cho nhà nước, ngày nay trở thành Đồn cảnh sát Phlapphachai. Với tầm cỡ là một "chúa tể cờ bạc", Trịnh Nghĩa Phong được phong thần là "người mang lại may mắn" sau khi ông qua đời và nhiều con bạc Thái Lan thờ cúng.

### Trích dẫn
1. 1 2  Wasana 2019, tr. 53.
2. 1 2 3 4 5 6 7  Goh 2012, tr. 352.
3. ↑  "นามสกุลพระราชทาน: อักษร ต" [Royally bestowed surnames: T]. Phya Thai Palace (bằng tiếng Thái). Lưu trữ bản gốc ngày 9 tháng 5 năm 2023. Truy cập ngày 8 tháng 9 năm 2022.
4. ↑  Murashima 2013, tr. 154.
5. ↑  Vella 2019, tr. 201.
6. ↑  Benton & Hong 2020, tr. 62.
7. 1 2  Goh 2012, tr. 353.
8. ↑  Erker, Ezra Kyrill (ngày 28 tháng 4 năm 2013). "A group that went forth and prospered around the world". The Bangkok Post.
9. ↑  Pennick 2021, tr. 6.